# ISO 3166-2:ZA
کد ISO 3166-2:ZA بخشی از استاندارد ایزو ۳۱۶۶ برای کشور آفریقای جنوبی است که توسط سازمان بین‌المللی استانداردسازی ISO تنظیم شده‌است این سازمان، کدهای استاندارد را برای تقسیمات کشوری (ایالت‌ها یا استان‌های) کشورهای فهرست شده در استاندارد ایزو ۳۱۶۶-۱ تعریف می‌کند.
هر کد شامل دو بخش می‌گردد که توسط علامت - جدا می‌گردند.
- بخش نخست ZA که در ایزو ۳۱۶۶-۱ آلفا-۲ کد  کشور آفریقای جنوبی است.
- بخش دوم شامل یک یا دو یا سه حرف است که بیان‌کننده استان یا ایالت کشور آفریقای جنوبی می‌باشد.

## کدها
| کدها  | استان                           |
| ----- | ------------------------------- |
| ZA-EC | کیپ شرقی                        |
| ZA-FS | ایالت آزاد (استان)              |
| ZA-GT | گائوتنگ                         |
| ZA-NL | کوازولو-ناتال                   |
| ZA-LP | رود لیمپوپو                     |
| ZA-MP | امپومالانگا                     |
| ZA-NC | کیپ شمالی                       |
| ZA-NW | شمال غربی (استان آفریقای جنوبی) |
| ZA-WC | کیپ غربی                        |